# OTT-ONE Nyrt.
Az OTT-ONE Nyrt. a Budapesti Értéktőzsde Standard kategóriájában jegyzett részvénytársaság. A vállalat fő tevékenységei a streaming, a high-tech biztonságtechnika, a blockchain, az e-learning, az AI képfelismerés, az e-sport és az Ipar 4.0 köré csoportosulnak.

## Cégtörténet
A cég 2010-ben jelent meg  a Budapesti Értéktőzsdén, HybridBox Nyrt. néven. A vállalat terméke akkoriban a Hybridbox, egy HTPC (home theater PC) volt, amely a televízió és az internet összekötését jelenti. Később a társaságot átnevezték FUSO EcoSystem Nyrt.-re. 2015 elejétől egy új menedzsment új stratégiai működés mellett határozott, ekkor vette fel a vállalat a máig viselt OTT-ONE nevet is, és a tevékenység fő fókuszát a B2C modellről (közvetlen eladás a fogyasztóknak) a B2B irányra (értékesítés üzleti partnereknek) változtatta.
Az átszervezést követően 2017-ben  végrehajtott egy 250 millió forint értékű zártkörű részvénykibocsátást. Ugyancsak 2017-ben a többek között biztonságtechnikával is foglalkozó iSRV Szolgáltató Zrt. 10 százalékot meghaladó mértékű részesedést szerzett a tőzsdei cégben, amelyet 2020 márciusában tőzsdén kívüli ügylet keretében értékesített a tulajdonosa. A két vállalat konzorciumi partnerként továbbra is együttműködik, az iSRV Szolgáltató Zrt. vezérigazgatója, Kósa Gábor az OTT-ONE egyes projektjeiben is részt vesz tanácsadóként.
2017 őszén a vállalat részvényárfolyama közel hatszorosára emelkedett, közel mozgott a 300 forintos árszinthez. Az év második felében egy korrekció követte, 2019 első felében 200 forint környékén, míg az év végén 250 forint körüli értéken forgott a papír. A vállalat 2019 májusában kérvényezte, hogy törzsrészvényei átkerüljenek a Budapesti Értéktőzsde T kategóriájából a Standard kategóriába, amit a BÉT jóváhagyott. Ugyanebben az évben az OTT-ONE döntést hozott egy nyilvános tőkepiaci tranzakció lebonyolításáról, amelyre azonban az MNB döntése alapján 2019-ben nem kerülhetett sor.

## Cégvezetés
Vezérigazgató: Májer Bálint
Pályafutását a Zwack-nál kezdte kereskedelmi és marketing koordinátorként, majd a British American Tobacco-nál volt brand, kereskedelmi és marketing vezető. Ezután több mint 4 évig a Gameloft videójáték-fejlesztő üzletfejlesztési tevékenységéért felelt a közép-európai régióban.  Az OTT-ONE-nál betöltött vezetői szerep előtt több mint 3 évig volt a Telenor Magyarország vezető üzletfejlesztési tanácsadója.
Igazgatóság:
Májer Bálint, Hévízi Emese Zsófia, Dr. Pozsgay Péter
Felügyelőbizottság:
Dr. Nemeskéri Zsolt, dr. Szabó-Kovács Réka, dr. Fábián Ábel Balázs

## Tulajdonosi struktúra
| Közkézhányad: 100%* |

*Utolsó frissítés dátuma: 2020. március 25.

## Eredmények
| Tárgyév | Árbevétel millió HUF | Adózott eredmény millió HUF |
| 2016    | 903                  | 72                          |
| 2017    | 1153                 | 111                         |
| 2018    | 1700                 | 215                         |
| 2019    | 2862                 | 204                         |

A menedzsmentváltást követően, 2016-tól kezdve a vállalat eredményei jelentős növekedést mutattak: 2017-ben árbevétele 903 millió forintról 1153 millió forintra nőtt, adózott eredménye pedig 111 millió forintra. Ezt követően 2018-ban az addigi legjobb eredményét  érte el a vállalat, 2017-hez képest árbevétele 548,6 millió forinttal, 1,7 milliárd forintra emelkedett, amely közel 50 százalékos növekedés az előző év bázisidőszakához képest. Az adózott vállalkozási eredmény pedig több mint 90 százalékos növekedést produkálva, 111,4 millió forintról 215,5 millió forintra nőtt. A társaság árbevétele 2019-ben közel 70 százalékkal, több mint 2,8 milliárd forintra emelkedett, míg nettó eredménye 204 millió forint volt.
A vállalat piaci kapitalizációja mintegy 5,3 milliárd forint.

## Főbb tevékenységi körök
A vállalat szerteágazó tevékenységi köréből adódóan magyar és nemzetközi projektek is részét képezik az OTT-ONE portfóliójának. Ezek között egyaránt találhatóak állami és piaci megrendelések is. Az OTT-ONE főbb tevékenységi körei:
Streaming: a vállalat kész megoldásokat kínál, a video on-demand szolgáltatásoktól kezdve az élő TV kiszolgálásig.
Biztonságtechnika, blockchain: high-tech biztonságtechnikai megoldásokat nyújt a vállalat, jellemzően blockchain technológia felhasználásával, akár meglévő rendszerekhez is.
E-learning: az iSRV Zrt.-vel közösen fejlesztett online learning platform egy olyan moduláris felépítésű e-learning platform, amely a legkülönfélébb iparágakban használható és teljes mértékben a megrendelő igényeire szabható.
Esport: 2016 óta az OTT-ONE nemzetközi szinten foglalkozik a gaming iparággal, azon belül az esporttal.
AI-képfelismerés: ezen a területen többféle innovatív terméket fejleszt partnereivel. A felhasználási területek például: növényfelismerés, objektumdetektálás, műszaki létesítmények állapotának vizsgálata.

## Kiemelt projektek
- A Telenor MyTV alkalmazás üzemeltetése és fejlesztése a Telenor Magyarország Zrt. részére. Az együttműködést a Telenor Magyarország 2019 áprilisában meghosszabbította.[11]
- Stratégiai együttműködés a TV2 Csoporttal a portfólió sporttartalmait közvetítő Spíler Extra videóstreaming szolgáltatás fejlesztéséről és üzemeltetéséről.[12]
- Együttműködés a Sony Corporation filmgyártással- és forgalmazással foglalkozó angliai leányvállalatával, a Columbia Pictures Corporation Limited nevű céggel, melynek keretében – partnerén keresztül – 2018 novemberétől 2019. augusztus 31-ig az OTT-ONE az induló Sony Networks alkalmazás technológiai kiszolgálója 4 országban: Magyarországon, a Cseh Köztársaságban, a Lengyel Köztársaságban és Romániában.[13]
- Együttműködési szerződés a kolumbiai CODALTEC társasággal, amelynek célja olyan fejlesztési tevékenység, amely a Kolumbiai Köztársaság Honvédelmi Ágazata tudományos és technológiai képességeinek erősítését célozza meg. A szerződés szerint a CODALTEC viszonteladóként képviseli az OTT-ONE termékeket Kolumbiában, az OTT-ONE pedig jogosult a CODALTEC által fejlesztett GECKO fegyverszimulátorrendszer kereskedelmére.[14]
- A vállalat a Honvédelmi Minisztérium határozata alapján „NATO beszállításra alkalmas” minősítést szerzett, valamint a Budapest Főváros Kormányhivatala Kereskedelmi, Haditechnikai, Exportellenőrzési és Nemesfémhitelesítési Főosztályának határozata alapján engedélyt kapott haditechnikai szolgáltatásokra és termékek gyártására.[15]
- Saját – speciális igényeket is kielégítő – szerverközpont kialakítása, több mint 800 darab kiszolgáló egység felhasználásával.[16]
- Több mint kétszáz millió forintos megbízás húsipari szenzor fejlesztésére a biztonságtechnikához és Ipar 4.0 tevékenységhez kötődően. A Green Tech Innováció Zrt. élelmiszeripari SmartMetering rendszerhez kapcsolódó szenzorsziget hardware fejlesztését, az Integratechnology Kft. pedig hasonló felhasználási területre alkalmas  alacsony szintű software algoritmusok, komponensek fejlesztését rendelte meg az OTT-ONE Nyrt.-től.[17]
- Megbízás kiemelt biztonságot adó, blockhain alapú dokumentumkezelő rendszer fejlesztésére a DocFinIT Kutató Fejlesztő Kft.-től, az elkészült fejlesztésre viszonteladói joggal.[18]
- Kizárólagos globális viszonteladói szerződés a bármilyen kamerához telepíthető objektumfelismerő rendszereket fejlesztő Asura Vision Ltd. nevű céggel.[19]
- Megállapodás viszonteladó partneren keresztül az Egyesült Államok parkolási piacának egyik nagy szereplőjével, a T2 Systems, Inc. technológiai szolgáltatóval és a parkolóházak call centereinek automatizálásával foglalkozó Umojo-val: az együttműködések keretében mindkét vállalat megkezdi az Asura objektumfelismerő szoftverének integrálását saját rendszereikbe.[20]
- Együttműködési megállapodás az Országos Rendőr-főkapitányság felügyelete alatt álló Nemzetközi Oktatási Központtal. Az együttműködés célja, hogy a vállalat blockchain területen szerzett tapasztalataival, illetve gyakorlati ismereteivel hozzájáruljon a hazai és a nemzetközi rendészeti oktatásban résztvevők közbiztonsági kihívásokra való felkészítéséhez.[21]
- Megállapodás a chengdui (Kína) APEC E-commerce Business Alliance Smart Industry Committee-vel a vállalat termékeinek kínai piaci értékesítésre, illetve az ehhez megfelelő partneri hálózat kialakítására.[22]
- Stratégiai konzorciumi megállapodás a Black Cell Informatikai Szolgáltató Kft.-vel egy IT security üzletág elindítására az IT biztonsági megoldások és termékek fejlesztésére és kereskedelmére.[23]
- Szerződés a kolumbiai székhelyű és a kolumbiai Védelmi Minisztérium tulajdonában lévő Corporación De Alta Tecnología Para La Defensa társasággal. A megállapodás révén a társaság a kolumbiai rendvédelmi szervek által fejlesztett speciális megoldásokat értékesíthet kormányzati, rendvédelmi szereplőknek, valamint a civil szférában működő, speciális tevékenységet végző vállalkozások számára.[24]
- Oktatási pilot projekt indítása a kolumbiai Semillas con Corazón alapítvánnyal. A projekt a vállalat online oktatási rendszerének felhasználásával valósul meg, amely a hátrányos helyzetben levő kolumbiai települések iskolái számára biztosít modern oktatási feltételeket.[24]
- Speciális kutatás-fejlesztési projekt indítása a „vállalatok K+F+I tevékenységének támogatása” tárgyú GINOP pályázat keretében. A fejlesztési munka eredményeként a vállalat egy olyan mesterséges intelligencián alapuló szoftveres megoldást, illetve irányítóközpontot hozhat létre, amely lehetővé teszi a kritikus területek szenzorokkal történő folyamatos-, automatizált vizsgálatát és az azokon található idegen tárgyak azonosítását.[25]
- A Díjbeszedő Informatikai Kft. saját fejlesztésű iCsekk mobil applikációjának megújítása 2019. június és 2020. február között.[26]
- Együttműködés a Budapest Institute of Banking (BIB) Zrt.-vel, amelynek értelmében a BIB által szervezett kurzusok és tanfolyamok a vállalat online oktatási platformjának igénybevételével valósulnak meg 2020 végéig.[27]
- Szerződések lélegeztetőgépek és a koronavírus elleni védekezésben használható maszkok kínai legyártására és Magyarországra szállítására.[28][29][30]